# Rajkokie
Rajkokie (ros. Райкоке; jap. 雷公計島, Raikoke-tō) – wyspa wulkaniczna o powierzchni 4,6 km² w archipelagu Kuryli na Oceanie Spokojnym. Administracyjnie należy do obwodu sachalińskiego w Rosji. Do potężnej erupcji wulkanu doszło 21 czerwca 2019 roku. Poprzednie erupcje Rajkokie miały miejsce w latach 1778 i 1924.